# 51e régiment de marche
Pour les articles homonymes, voir 51e régiment.
Le 51e régiment d'infanterie de marche (ou 51e régiment de marche) est un régiment d'infanterie français, qui a participé à la guerre franco-allemande de 1870.

## Création et différentes dénominations
- 2 novembre 1870 : formation du 51e régiment d'infanterie de marche
- 1er octobre 1871 : fusion dans le 51e régiment d'infanterie de ligne

## Historique
Le régiment est formé le 29 novembre 1870 à Mer ou Auxerre, à trois bataillons à six compagnies. Il amalgame la 5e compagnie de dépôt du 7e, les 3e et 4e compagnies de dépôt du 26e, la 4e compagnie de dépôt du 30e, la 4e compagnie de dépôt du 35e, la 5e compagnie de dépôt du 46e, la 4e compagnie de dépôt du 49e, la 4e compagnie de dépôt du 52e, les 3e compagnie de dépôt du 87e, la 5e compagnie de dépôt du 88e et le 4e bataillon (3e, 4e, 5e et 6e compagnies) du 95e.
Il appartient à la 2e division du 17e corps, formé Vendôme.
Le 17e corps fait partie de l'armée de la Loire. Lors du combat de Langlochère (commune de Baule) le 7 décembre 1870, le 51e de marche est engagés avec succès au côté du 88e régiment de mobiles et reprend le hameau. Le 8 décembre, le 51e prend Cernay dans la commune de Cravant. Un des bataillons tente alors de poursuivre vers Cravant mais reflue en désordre et les Allemands reprennent Cernay. Le lendemain matin, un bataillon du 51e reflue vers Ourcelle (commune de Josnes) face à l'artillerie allemande, avant de regagner ses positions. Dans l'après-midi, le régiment, attaqué par une forte colonne allemande, doit évacuer en désordre Villejouan. Le 10, le régiment est en position à Origny et Villejouan, repris par les Français. Il est à nouveau chassé dans l'après-midi d'Origny mais tient Villejouan malgré les tirs de l'artillerie allemande. De sa division, le 51e régiment de marche est celui qui subit le plus de pertes lors de cette journée.
Le 17 décembre, alors que l'armée de la Loire se replie derrière Vendôme, un bataillon du 51e, soutenu par deux pièces d'artillerie, se distingue à l'arrière-garde du 17e corps.
Le 9 janvier 1871, le 51e de marche défend Ardenay-sur-Mérize mais doit reculer face aux assauts allemands. La division tient pendant 7 heures face aux Allemands.
Le 11 janvier, lors de la bataille du Mans, le 51e défend le plateau d'Auvours et lâche pied. Les positions françaises sont prises de flanc et le 17e corps reflue. Ce sont les troupes bretonnes du général Gougeard qui reprennent le plateau.
Après l'arrêt des combats contre les prussiens, le 51e de marche rejoint l'armée de Versailles, rejoignant le 19 mars la 4e division. Les troupes versaillaises sont réorganisées le 6 avril et le régiment est rattaché à la 1re division du 1er corps de la 2e armée. Il participe à la semaine sanglante[réf. souhaitée].
En mai, le 51e de marche fait partie de la 1re division du 1er corps de l'armée de Versailles. Il fusionne le 1er septembre 1871 dans le 51e régiment d'infanterie de ligne.